# Getúlio Teixeira Guimarães
Getúlio Teixeira Guimarães SVD (* 17. Oktober 1937 in Cipotânea; † 1. August 2020 in Cornélio Procópio) war ein brasilianischer Ordensgeistlicher und römisch-katholischer Bischof von Cornélio Procópio.

## Leben
Getúlio Teixeira Guimarães trat der Ordensgemeinschaft der Steyler Missionare bei und empfing nach seiner theologischen Ausbildung am 4. August 1966 die Priesterweihe.
Papst Johannes Paul II. ernannte ihn am 20. Dezember 1980 zum Weihbischof in Ponta Grossa und Titularbischof von Tabbora. Der Apostolische Nuntius in Brasilien, Carmine Rocco, spendete ihm am 22. März des nächsten Jahres die Bischofsweihe; Mitkonsekratoren waren Geraldo Claudio Luiz Micheletto Pellanda CP, Bischof von Ponta Grossa, und Joel Ivo Catapan SVD, Weihbischof in São Paulo. Als Wahlspruch wählte er QUI PERTRANSIIT BENEFACIENDO.
Am 26. März 1984 wurde er von Papst Johannes Paul II. zum Bischof von Cornélio Procópio ernannt. Papst Franziskus nahm am 26. März 2014 seinen altersbedingten Rücktritt an.